# نصرت‌الله معینیان
نصرت‌الله معینیان (۱۳۰۰–۱۴۰۳) سیاستمدار اهل ایران بود. وی به مدت ۱۲ سال در مقام رئیس دفتر مخصوص شاهنشاهی محمدرضا پهلوی بود. نصرت‌الله معینیان در سال ۱۳۳۷ در دولت منوچهر اقبال به سمت معاون نخست‌وزیر و سرپرستی اداره کل انتشارات و رادیو رسید و این سمت را در کابینه‌های جعفر شریف امامی، علی امینی و اسدالله علم حفظ کرد. نصرت‌الله معینیان در دولت دوم اسدالله علم به عنوان وزیر راه منصوب شد و در دولت سوم او نیز سمت وزیر مشاور و سرپرستی انتشارات و رادیو را بر عهده داشت. او از آذر ۱۳۴۵ به سمت ریاست دفتر مخصوص شاهنشاهی منصوب شد و در ۲۶ دی ۱۳۵۷ همراه با محمدرضا شاه، خاک ایران را ترک کرد.

## زندگی
نصرت‌الله معینیان فرزند محمود در سال ۱۳۰۰ خورشیدی در اصفهان دیده به جهان گشود. دیپلم خود را در هنرستان راه‌آهن اصفهان گرفت و همزمان با تحصیل در بخش حرکت راه‌آهن تهران مشغول به کار شد. در سال ۱۳۲۴ به دعوت راه‌آهن تهران به این شهر رفت و به ریاست کارگزینی بخش حرکت برگزیده شد و پس از یک سال رئیس دایره تعلیمات اداره بهره‌برداری راه‌آهن دولتی گردید.
نصرت‌الله معینیان ورود به عرصه مطبوعات و نگارش مطالب روزنامه را از اصفهان شروع کرد و به کمک دایی خود، باقر مجلسی، که از روزنامه‌نگاران قدیمی شهر اصفهان بود، توانست خود را در روزنامه‌های آن زمان شهر اصفهان مطرح نماید. پس از عزیمت به تهران وی در روزنامه آتش (وابسته به جناح اکثریت) شروع به نگارش مقاله نمود و در سال ۱۳۲۶ به سمت سردبیری روزنامه رسید. به لحاظ تبحر وی در تنظیم مقالات در کابینه فضل‌الله زاهدی به معاونت اداره کل تبلیغات و رادیو رسید و در سال ۱۳۳۵ و دولت حسین علا به ریاست اداره کل تبلیغات و در سال ۱۳۳۷ به سرپرستی اداره انتشارات و تبلیغات و معاونت نخست‌وزیر منصوب شد. معینیان در سال ۱۳۴۱ در کابینه اسدالله علم به وزارت راه منصوب شد.
پس از خروج معینیان از اداره انتشارات و رادیو، جهانگیر تفضلی جایگزین وی در آن اداره گردید که وی در کمتر از سه ماه از این پست کنار گذاشته شد و معینیان با حفظ سمت وزارت، به این نهاد بازگشت. معینیان از اعضای هیئت اجرائیه حزب ایران نوین که توسط حسنعلی منصور در ۶ بهمن ۱۳۴۲ تأسیس شد بود؛ که بیشتر اعضای شورای مرکزی این حزب، از کارمندان دولت بودند. پس از نخست‌وزیر شدن حسنعلی منصور در اواخر سال ۱۳۴۲، نام سازمان انتشارات و رادیو تغییر کرد و تبدیل به وزارتخانه اطلاعات شد؛ حسنعلی منصور معینیان را که رئیس سازمان انتشارات و رادیو بود، به سمت وزارت اطلاعات منصوب نمود.
در سال ۱۳۴۲ اسدالله علم به وزارت دربار منصوب شد؛ و در آذرماه ۱۳۴۵ طی حکمی از طرف شاه، نصرت‌الله معینیان به سمت ریاست دفتر مخصوص شاهنشاهی انتخاب شد؛ و حدود دوازده سال در این سمت باقی ماند. وی در ۲۶ دی‌ماه ۱۳۵۷ به همراه محمدرضا پهلوی، ایران را ترک کرد.